# Cangrejeras (Cuba)
Cangrejeras es una localidad cubana del municipio de Bauta, en la provincia de Artemisa.

## Historia
Hacia comienzos de la década de 1860 la aldea tenía contabilizada una población de 113 habitantes. Aparece descrita en el primer tomo del Diccionario geográfico, estadístico, histórico, de la isla de Cuba de Jacobo de la Pezuela de la siguiente manera:

Cangrejeras. (aldea de) En el part.º de Bauta ú Hoyo Colorado, y como á 1 1/2 legua al N. en línea recta del pueblo de Bauta. Está sobre el camino que por la costa guia de la Habana al Mariel, rodeada de hermoso cafetales, en tierras del realengo de Baracoa, como á una legua al S. S. O. de Jaimanita y 3/4 al S. E. de la Playa de Santa Ana, y una al O. N. O. de Arroyo Arenas. El censo de 1841 le designaba con 189 habitantes. El Cuadro Estadístico de 1846 determinaba á esta aldea situada en un llano estenso, con 3 casas de teja, y 29 de guano; y segun los últimos datos tenia 113 habitantes y 28 casas de todas clases, además de una ermita construida por sus vecinos, que costean las misas que allí se dicen en los dias de precepto. J. de Santiago de las Vegas.
(Pezuela, 1863, p. 278)